# Devesa (Alfaz del Pi)
Devesa es un núcleo de población del municipio de Alfaz del Pi, ubicado en la provincia de Alicante, Comunidad Valenciana, España. Cuenta con 150 habitantes (2013), de los cuales el 60 % son extranjeros, sobre todo ingleses.
| Gráfica de evolución demográfica de Devesa entre 2000 y 2023                             |
|                                                                                          |
| Fuente: Instituto Nacional de Estadística de España - Elaboración gráfica por Wikipedia. |